# Mycalesis olivia
Mycalesis olivia är en fjärilsart som beskrevs av Karl Grünberg 1912. Mycalesis olivia ingår i släktet Mycalesis och familjen praktfjärilar. Inga underarter finns listade i Catalogue of Life.